# Lądowisko Bochnia-Szpital
Lądowisko Bochnia-Szpital – lądowisko sanitarne w Bochni, w województwie małopolskim, położone przy ul. Krakowskiej 31. Przeznaczone jest do wykonywania startów i lądowań śmigłowców sanitarnych i ratowniczych w dzień i w nocy o dopuszczalnej masie startowej do 5700 kg. Lądowisko skomunikowane jest ze Szpitalnym Oddziałem Ratunkowym poprzez obudowany korytarz zaprojektowany pomiędzy płytą lądowiska a budynkiem szpitala. Lądowisko stanowi żelbetowa płyta w kształcie dwunastokąta o przekątnej 21,07 m, wyniesiona na wysokość około 15 m ponad powierzchnią terenu. 
Zarządzającym lądowiskiem jest Samodzielny Publiczny Zakład Opieki Zdrowotnej "Szpital Powiatowy" im. bł. Marty Wieckiej. W roku 2013 zostało wpisane do ewidencji lądowisk Urzędu Lotnictwa Cywilnego pod numerem 204
Uroczystość oddania lądowiska do użytkowania odbyła się 24 maja 2013 roku.